# Janina Ochojska
Janina Maria Ochojska-Okońska (ur. 12 marca 1955 w Gdańsku) – polska działaczka humanitarna, astronom, działaczka opozycji demokratycznej w PRL, założycielka Polskiej Akcji Humanitarnej i jej prezes w latach 1992–2024, posłanka do Parlamentu Europejskiego IX kadencji.

## Życiorys
Jej matka była maszynistką, a ojciec górnikiem. Ma młodszego brata Grzegorza. Gdy miała sześć miesięcy, zachorowała na polio i od tamtej pory wskutek doznanego porażenia pozostaje niepełnosprawna fizycznie. Jak sama wspominała, zaakceptowanie swojej niepełnosprawności zawdzięczała pobytowi w Zakładzie Leczniczo-Wychowawczym dla Dzieci Kalekich, prowadzonym przez doktora Lecha Wierusza. Będąc nastolatką, przeszła operację kręgosłupa.
Ukończyła I Liceum Ogólnokształcące w Zabrzu. W 1980 została absolwentką astronomii na Uniwersytecie Mikołaja Kopernika w Toruniu. Do 1984 pracowała w Pracowni Astrofizyki w Centrum Astronomicznym im. Mikołaja Kopernika Polskiej Akademii Nauk w Toruniu. Jako studentka działała w duszpasterstwie akademickim prowadzonym przez jezuitów w Toruniu.
Od końca lat 70. związana z opozycją demokratyczną, współpracowała z niezależną Biblioteką Społeczną Antoniego Stawikowskiego. Przystąpiła do NSZZ „Solidarność”, po wprowadzeniu stanu wojennego była zaangażowana w dystrybucję wydawnictw drugiego obiegu, a także w działalność miejscowego komitetu zajmującego się pomocą osobom represjonowanym i ich rodzinom. W 1990 była współzałożycielką Unii Demokratycznej, z której wystąpiła w 1992.
W 1984 wyjechała na operację do Francji, gdzie zetknęła się z ideą pomocy humanitarnej. Jako wolontariuszka działała dla organizacji społecznej „EquiLibre”, wyszukując kontakty i koordynując pomoc dla Polski. W 1989 była wśród twórców polskiego oddziału tej fundacji. W 1992 zorganizowała konwój polskiej pomocy dla mieszkańców Sarajewa. W tym samym roku założyła Polską Akcję Humanitarną, w której objęła funkcję prezesa. W 2024 przekazała kierowanie PAH Maciejowi Bagińskiemu, pozostając członkinią rady fundacji.
W 1996 wyszła za Michała Okońskiego, dziennikarza „Tygodnika Powszechnego”, małżeństwo zakończyło się rozwodem. W 2000 ukazał się wywiad rzeka Wojciecha Bonowicza z Janiną Ochojską pt. Niebo to inni, a w 2015 wywiad rzeka przeprowadzony przez Marzenę Zdanowską pt. Świat według Janki.
W kwietniu 2019 w trakcie kampanii wyborczej do Parlamentu Europejskiego, w której była kandydatką, ogłosiła publicznie, że choruje na raka piersi, ale nie zamierza rezygnować z kandydowania. W wyborach w tym samym roku uzyskała mandat posłanki do PE IX kadencji z 1. miejsca na liście komitetu Koalicja Europejska (jako kandydatka bezpartyjna z rekomendacji Platformy Obywatelskiej) w okręgu nr 12 obejmującym województwo dolnośląskie i województwo opolskie (otrzymała 307 227 głosów). W drugiej połowie 2020 poinformowała, że udało jej się zwalczyć chorobę nowotworową.
W trakcie zapoczątkowanego w 2021 kryzysu na granicy z Białorusią stanowczo krytykowała działania funkcjonariuszy polskiej Straży Granicznej, co spotkało się z krytyką m.in. w jej środowisku politycznym. W 2024 nie wystartowała w kolejnych wyborach europejskich.

## Odznaczenia i wyróżnienia
Ordery i odznaczenia
- Krzyż Komandorski Orderu Odrodzenia Polski nadany za wybitne zasługi w działalności na rzecz budowania społeczeństwa obywatelskiego, za osiągnięcia w podejmowanej z pożytkiem dla kraju pracy zawodowej i społecznej (2011)[17]
- Odznaka Honorowa „Bene Merito” (2009)[18]
- Krzyż Kawalerski Orderu Legii Honorowej (Francja, 2003)[1][19]
- Kawaler Orderu Gwiazdy Solidarności Włoskiej (Włochy, 2006)[20]
- Order Uśmiechu[21]

Nagrody i wyróżnienia
- Tytuł „Kobieta Roku” miesięcznika „Twój Styl” (1994)[22]
- Tytuł „Kobieta Europy” przyznany przez Wspólnotę Europejską w Brukseli (1994)[1]
- Medal św. Jerzego przyznany przez „Tygodnik Powszechny” (1994)
- Nagroda Pax Christi International Peace Award (1995)[1]
- Atsushi Nakata Memorial (1996)[1]
- Order Ecce Homo (1998)[23]
- Nagroda im. Jana Karskiego „Za Odwagę i Serce” (2002)[1]
- Nagroda im. księdza Józefa Tischnera (2006)[24]
- Nagroda PAU im. Erazma i Anny Jerzmanowskich (2009)[25]
- Nagroda Lecha Wałęsy (2010)[26]
- Perła Honorowa Polskiej Gospodarki w kategorii krzewienie wartości społecznych (2010)[27]
- Tytuł „Człowiek bez barier 15-lecia” (2017)[28]
- Doktor honoris causa Śląskiego Uniwersytetu Medycznego (2017)[29]
- Tytuł honorowego obywatela m.st. Warszawy (2018)[30]
- Nagroda Transatlantyk Glocal Hero (2018)[31]